# Łęczna
Łęczna este un oraș în Polonia.